# Francesco Fedato
Francesco Fedato (Mirano, 15 oktober 1992) is een Italiaans voetballer die doorgaans speelt als spits. In juli 2025 verruilde hij Lucchese voor Treviso.

## Clubcarrière
Fedato doorliep de jeugdopleiding van Sporting Lucchese. In 2012 werd hij overgenomen door Bari. Zijn debuutwedstrijd voor de Galletti speelde hij op 25 september 2012, toen er met 2–1 gewonnen werd van Pro Vercelli. Zijn eerste doelpunt maakte hij op 3 november van datzelfde jaar, tijdens een 2–1–nederlaag tegen Livorno.
Sampdoria, uitkomend in de Serie A, kocht Fedato in januari 2014 van Bari. De club verhuurde de aanvaller direct aan Catania tot het einde van het seizoen. Na zijn terugkeer in Genua speelde hij één competitiewedstrijd voor Sampdoria, waarna Modena hem tijdelijk overnam. In de zomer van 2015 huurde Livorno hem. Een jaar later werd hij voor de vierde maal verhuurd, aan zijn oude club Bari. Na een halfjaar keerde Fedato terug naar Sampdoria en hierop werd hij direct opnieuw verhuurd, nu aan Carpi. Na deze uitleenbeurt nam Foggia de aanvaller definitief over.
In de zomer van 2018 werd Fedato voor één jaar verhuurd aan Piacenza. Op de helft van deze verhuurperiode keerde hij terug bij Foggia om direct weer gestald te worden bij Trapani, voor de duur van een half seizoen. Na deze verhuurperiode nam Gozzano de aanvaller over. In de zomer van 2020 verliet Fedato die club, waarna hij via Casertana in januari 2021 voor Gubbio tekende. Een half jaar na zijn komst werd hij verhuurd aan Lucchese.
Medio 2022 verkaste Fedato naar Vis Pesaro. Lucchese, de club die hem eerder al gehuurd had, nam Fedato in juli 2023 transfervrij over. Treviso werd in 2025 zijn nieuwe werkgever.

## Clubstatistieken
| Seizoen | Club       | Competitie | Competitie | Competitie | Beker | Beker | Internationaal | Internationaal | Totaal | Totaal |
| Seizoen | Club       | Competitie | Wed.       | Dlp.       | Wed.  | Dlp.  | Wed.           | Dlp.           | Wed.   | Dlp.   |
| ------- | ---------- | ---------- | ---------- | ---------- | ----- | ----- | -------------- | -------------- | ------ | ------ |
| 2012/13 | Bari       | Serie B    | 26         | 6          | 0     | 0     | —              | —              | 26     | 6      |
| 2013/14 | Bari       | Serie B    | 14         | 2          | 1     | 0     | —              | —              | 15     | 2      |
| 2013/14 | Sampdoria  | Serie A    | 0          | 0          | 0     | 0     | —              | —              | 0      | 0      |
| 2013/14 | → Catania  | Serie A    | 9          | 0          | 0     | 0     | —              | —              | 9      | 0      |
| 2014/15 | Sampdoria  | Serie A    | 1          | 0          | 1     | 0     | —              | —              | 2      | 0      |
| 2014/15 | → Modena   | Serie B    | 20         | 3          | 0     | 0     | —              | —              | 20     | 3      |
| 2015/16 | → Livorno  | Serie B    | 19         | 3          | 2     | 0     | —              | —              | 21     | 3      |
| 2016/17 | → Bari     | Serie B    | 10         | 0          | 2     | 0     | —              | —              | 12     | 0      |
| 2016/17 | → Carpi    | Serie B    | 18         | 0          | 0     | 0     | —              | —              | 18     | 0      |
| 2017/18 | Foggia     | Serie B    | 17         | 2          | 2     | 0     | —              | —              | 19     | 2      |
| 2018/19 | → Piacenza | Serie C    | 14         | 1          | 0     | 0     | —              | —              | 14     | 1      |
| 2018/19 | → Trapani  | Serie C    | 16         | 1          | 0     | 0     | —              | —              | 16     | 1      |
| 2019/20 | Gozzano    | Serie C    | 22         | 4          | 0     | 0     | —              | —              | 22     | 4      |
| 2020/21 | Casertana  | Serie C    | 8          | 1          | 0     | 0     | —              | —              | 8      | 1      |
| 2020/21 | Gubbio     | Serie C    | 17         | 1          | 0     | 0     | —              | —              | 17     | 1      |
| 2021/22 | → Lucchese | Serie C    | 19         | 4          | 0     | 0     | —              | —              | 19     | 4      |
| 2022/23 | Vis Pesaro | Serie C    | 31         | 8          | 0     | 0     | —              | —              | 31     | 8      |
| 2023/24 | Lucchese   | Serie C    | 14         | 0          | 0     | 0     | —              | —              | 14     | 0      |
| 2024/25 | Lucchese   | Serie C    | 19         | 2          | 1     | 0     | —              | —              | 20     | 2      |
| 2025/26 | Treviso    | Serie D    | 0          | 0          | 0     | 0     | —              | —              | 0      | 0      |
| Totaal  | Totaal     | Totaal     | 294        | 38         | 9     | 0     | 0              | 0              | 303    | 38     |

Bijgewerkt op 11 juli 2025.